# Romuald Gołębiowski
Romuald Gołębiowski – polski klarnecista i saksofonista oraz pedagog.
Absolwent Państwowej Wyższej Szkoły Muzycznej w Warszawie (klasa prof. Ryszarda Sztajerwalda, dyplom w 1979). Pedagog UMFC od 1993, doktor habilitowany (2010). Prowadzi na tej uczelni m.in. klasę klarnetu (od 1994) i studia orkiestrowe na klarnet i saksofon. Kierownik sekcji instrumentów dętych w Zespole Państwowych Szkół Muzycznych im. Fryderyka Chopina w Warszawie (od 1998). W latach 1976–1994 związany z Orkiestrą Polskiego Radia i Telewizji (w latach 1997-1994 jako pierwszy klarnecista solista). Współpracował również m.in. z Orkiestra Symfoniczną Filharmonii Narodowej i Sinfonia Varsovia.
Brał udział w nagraniu płyty Paweł Łukaszewski - Musica profana 1 (DUX) nagrodzonej Fryderykiem 2017 w kategorii Album Roku Muzyka Kameralna i nominowanej do tej nagrody w kategorii Najwybitniejsze Nagranie Muzyki Polskiej.
Brat organisty Karola Gołębiowskiego.